# Mrs. Einstein
Mrs. Einstein ist eine niederländische Frauen-Vokalgruppe, die seit 1988 in unterschiedlicher Besetzung besteht.
Im Jahre 1997 vertrat die damals fünfköpfige Gesangsgruppe die Niederlande beim Eurovision Song Contest  in Dublin mit dem Lied Niemand heeft nog tijd (dt.: ‚Niemand hat noch Zeit‘). Der Song landete nur als Drittletzter auf dem 22. Platz. Das Album Mrs. Einstein Goes Europe konnte in den niederländischen Charts Platz 78 erreichen.

## Diskografie

### Alben
- Mrs. Einstein (1996)
- Mrs. Einstein Goes Europe (1997), Columbia
- Makin’ Whoopee! (1997), Quintessence Records – Dutch Swing College Band featuring Mrs. Einstein

### Singles
- Niemand heeft nog tijd (1997), Columbia
- Running Out of Time / Niemand hat mehr Zeit / Niemand heeft nog tijd / Running Out of Time (Instrumental Version) (1997), Columbia
- Laat het los / Puppet on a String (1997), Columbia